# Arrondissement di Issoudun
L'arrondissement di Issoudun è una suddivisione amministrativa francese, situata nel dipartimento dell'Indre e nella regione del Centro-Valle della Loira.

## Composizione
L'arrondissement di Issoudun raggruppa 51 comuni in 4 cantoni:
- cantone di Issoudun-Nord
- cantone di Issoudun-Sud
- cantone di Saint-Christophe-en-Bazelle
- cantone di Vatan